# Nguyễn Duy Ngọc
Nguyễn Duy Ngọc (sinh năm 1964) là một chính trị gia, tướng lĩnh Công an nhân dân Việt Nam hàm Thượng tướng. Ông hiện là Ủy viên Bộ Chính trị khóa XIII, Bí thư Trung ương Đảng, Chủ nhiệm Ủy ban Kiểm tra Trung ương.
Ông từng là Ủy viên Thường vụ Đảng ủy Công an Trung ương, Thứ trưởng Bộ Công an Việt Nam, Phó Thủ trưởng rồi Thủ trưởng Cơ quan Cảnh sát Điều tra, Bộ Công an, Cục trưởng Cục Cảnh sát điều tra tội phạm về tham nhũng, kinh tế, buôn lậu, Bộ Công an, Phó Tổng cục trưởng Tổng cục Cảnh sát, Bộ Công an, Phó Giám đốc Công an thành phố Hà Nội.

## Thân thế và công tác trong ngành Công an
Nguyễn Duy Ngọc sinh năm 1964 tại thị trấn Lương Bằng, huyện Kim Động, tỉnh Hưng Yên.
Ông từng giữ các chức vụ: Trưởng Công an huyện Thanh Trì, Trưởng phòng Cảnh sát giao thông đường bộ đường sắt (PC67) Công an thành phố Hà Nội (các năm 2009, 2010, 2011, hàm Thượng tá, năm 2012 hàm đại tá).
Tháng 7 năm 2012, ông là Đại tá, Chánh văn phòng Cơ quan Cảnh sát điều tra Công an thành phố Hà Nội (Trưởng phòng PC44 Công an TP. Hà Nội). Ngày 6 tháng 3 năm 2013, ông Ngọc nhận quyết định bổ nhiệm có thời hạn chức vụ Phó Giám đốc Công an thành phố Hà Nội.
Ngày 16 tháng 1 năm 2014, Đại tá Nguyễn Duy Ngọc - Phó Giám đốc Công an thành phố Hà Nội - được bổ nhiệm giữ chức vụ Thủ trưởng cơ quan Cảnh sát điều tra Công an thành phố Hà Nội thay cho Thiếu tướng Trần Thùy xin nghỉ hưu trước tuổi. Ngày 28 tháng 11 năm 2016, Nguyễn Duy Ngọc được bổ nhiệm giữ chức Phó tổng cục trưởng Tổng cục Cảnh sát, Bộ Công an Việt Nam dưới quyền Tổng cục trưởng là Trung tướng Phan Văn Vĩnh. Một năm sau ông được thăng quân hàm Thiếu tướng.
Tháng 1 năm 2018, Nguyễn Duy Ngọc là Thiếu tướng Công an nhân dân Việt Nam, Phó Tổng cục trưởng Tổng cục Cảnh sát, kiêm Cục trưởng Cục Cảnh sát điều tra tội phạm về kinh tế và tham nhũng. Ngày 10 tháng 8 năm 2018, ông được bổ nhiệm làm Phó thủ trưởng Cơ quan Cảnh sát điều tra, Cục trưởng Cục Cảnh sát điều tra tội phạm về tham nhũng, kinh tế, buôn lậu, Bộ Công an Việt Nam.
Ngày 15 tháng 8 năm 2019, ông cùng với Trung tướng Lương Tam Quang (cũng cùng quê Hưng Yên) được Bộ trưởng Tô Lâm trao quyết định của Thủ tướng Nguyễn Xuân Phúc bổ nhiệm giữ chức vụ Thứ trưởng Bộ Công an Việt Nam. Đầu tháng 12 năm 2019, ông được phân công giữ chức vụ Phó Chủ tịch Ủy ban An toàn Giao thông Quốc gia thay Trung tướng, Thứ trưởng Nguyễn Văn Sơn.
Trong thời gian công tác trong ngành Công an, Nguyễn Duy Ngọc đã ký bản kết luận điều tra và đề nghị truy tố bị can Đinh La Thăng vào năm 2017, cũng như kết luận điều tra vụ án MobiFone mua AVG vào năm 2019.
Ngày 12 tháng 12 năm 2023, Tại Phủ Chủ tịch, Chủ tịch nước Võ Văn Thưởng chủ trì Lễ thăng cấp bậc hàm từ Trung tướng lên Thượng tướng đối với Trung tướng Nguyễn Duy Ngọc, Ủy viên Trung ương Đảng, Ủy viên Thường vụ Đảng ủy Công an Trung ương, Thứ trưởng Bộ Công An.

## Công tác tại Trung ương Đảng
Ngày 30 tháng 1 năm 2021, tại Đại hội đại biểu toàn quốc lần thứ XIII của Đảng, Nguyễn Duy Ngọc được bầu là Ủy viên Ban Chấp hành Trung ương Đảng Cộng sản Việt Nam khoá XIII, nhiệm kỳ 2021–2026. Ba năm sau, ngày 3 tháng 6 năm 2024, Nguyễn Duy Ngọc được điều động giữ chức Chánh Văn phòng Trung ương Đảng thay ông Lê Minh Hưng. Ngày 16 tháng 8 năm 2024, ông được Ban Chấp hành Trung ương bầu giữ chức danh Bí thư Trung ương Đảng khóa XIII.
Ngày 23 tháng 1 năm 2025, ông Nguyễn Duy Ngọc được Hội nghị Ban Chấp hành Trung ương Đảng Cộng sản Việt Nam bầu làm Ủy viên Bộ Chính trị khóa XIII, Chủ nhiệm Ủy ban Kiểm tra Trung ương.

## Phát ngôn gây tranh cãi
Ngày 29 tháng 9 năm 2016, trả lời báo chí về việc xô xát giữa cảnh sát hình sự huyện Đông Anh, Hà Nội với phóng viên Quang Thế của báo Tuổi trẻ tại hiện trường vụ án tài xế taxi tử vong trên cầu Nhật Tân, Nguyễn Duy Ngọc lúc này là Đại tá, Phó giám đốc Công an Hà Nội, Thủ trưởng Cơ quan Cảnh sát điều tra Công an Hà Nội đã trả lời như sau: "Trong quá trình làm nhiệm vụ, cảnh sát tên Hưng có dùng tay gạt nhà báo Quang Thế trúng vào má, có giơ chân đá, mặc dù không trúng" và một cảnh sát tên Thuyên "đưa tay gạt vào một máy quay". Đại biểu Quốc hội Dương Trung Quốc ngày 30 tháng 9 năm 2016 bình luận rằng việc nói gạt tay trúng má cho thấy công an Hà Nội không thành khẩn và thiếu thiện chí.

## Lịch sử thụ phong cấp bậc hàm
| Năm thụ phong | 1997   | 2001     | 2005     | 2009      | 2012   | 2017        | 2021        | 2023         |
| ------------- | ------ | -------- | -------- | --------- | ------ | ----------- | ----------- | ------------ |
| Cấp hiệu      |        |          |          |           |        |             | không khung |              |
| Tên cấp hiệu  | Đại úy | Thiếu tá | Trung tá | Thượng tá | Đại tá | Thiếu tướng | Trung tướng | Thượng tướng |

## Khen thưởng
- Huân chương Quân công hạng Nhất, Nhì, Ba[28]
- Huân chương Chiến công hạng Nhì
- Huy chương Quân kỳ quyết thắng
- Huy chương Chiến sĩ vẻ vang hạng Nhất, Nhì, Ba
- Huy hiệu 30 năm tuổi Đảng cùng nhiều huân, huy chương cao quý khác.